# Centre sportif de Colovray
Il Centre Sportif de Colovray è un complesso sportivo situato a Nyon, in Svizzera, nei pressi del Lago Lemano. Il complesso include lo Stadio Colovray, utilizzato principalmente dallo Stade Nyonnais per le gare interne di calcio e rugby. La struttura è situata di fronte alla sede principale dell'Union of European Football Associations (UEFA), che ne ha rilevato la gestione il 1º aprile 2010. Il centro dispone di 6 campi da gioco adibiti a diversi sport, tra cui calcio, rugby e atletica leggera.
Lo stadio ha una capienza di 7 200 posti totali, di cui 860 a sedere. Il record di presenze è stato di 6 800 spettatori, giunti per assistere a una gara del Real Madrid contro la squadra di casa nel 2001.
La struttura copre una superficie di oltre 100000 m², con 6 campi da gioco:
- 1. Campo in erba sintetica
- 2. Campo da calcio in erba
- 3. Campo da calcio da allenamento
- 4. Campo da rugby
- 5. Stadio
- 6. Stadio di atletica (capacità di 900 posti a sedere)

Lo stadio ospita anche gli incontri della Nazionale di rugby a 15 della Svizzera.
Durante il Campionato europeo di calcio 2008, la Turchia ha utilizzato il centro per gli allenamenti.
Dalle edizioni 2008 al 2013, il centro ha ospitato per sei volte la fase finale a quattro squadre del campionato europeo femminile Under 17 di calcio, inoltre è stata più volte sede degli incontri casalinghi della nazionale femminile della Svizzera durante i tornei UEFA.
Sin dall'edizione inaugurale, nel 2014, lo stadio ospita annualmente le semifinali e la finale della UEFA Youth League.